# NGC 2498
NGC 2498 (również PGC 22403 lub UGC 4142) – galaktyka spiralna z poprzeczką (SBa), znajdująca się w gwiazdozbiorze Bliźniąt. Odkrył ją Édouard Jean-Marie Stephan 19 stycznia 1885 roku.